# ظهرالقرن (دبا)
ظهرالقرن منطقة سكنية تقع في ولاية دبا، التابعة لمحافظة مسندم في سلطنة عمان. يقدر عدد سكانها بـ 4 نسمة حسب إحصاء عام 2010 التابع للمركز الوطني للإحصاء والمعلومات الحكومي. رمز المنطقة هو 30240073.

## الوصلات الخارجية
- المركز الوطني للإحصاء والمعلومات، سلطنة عمان